# Massif des Albères
« Albères » redirige ici. Pour les articles homophones, voir Albère et Albert.
Le massif des Albères (en catalan : serra de l'Albera ou massís de l'Albera, en espagnol : sierra de la Albera) est un massif de montagnes qui constitue la partie la plus orientale des Pyrénées.

## Toponymie
L'étymologie du mot « Albères » est problématique, par manque de documents anciens (les premiers sont datés du IXe siècle) et par le fait que plusieurs racines très fréquentes semblent correspondre à ce nom.
Une première hypothèse est qu'il soit issu du latin Albaria par adjonction du suffixe collectif -aria à l'adjectif albus, qui signifie « blanc », mais cette explication n'est pas satisfaisante, car le massif n'est pas de couleur blanche : rarement enneigé, il ne montrait sans doute pas, au Moyen Âge, de roches blanches, car il était couvert de forêts. Il pourrait aussi provenir de alba, l'aube, car il est le plus oriental des Pyrénées, ou encore de la racine pré-latine Alp qui se trouve dans de nombreux noms de montagnes en Europe occidentale.
Lluis Basseda penche pour la dernière hypothèse : la racine Alp suivie soit du collectif latin -aria ou du suffixe ibéro-basque -erri. Le terme Albera désignerait une montagne escarpée, haute mais riche en pâturage, à opposer à Corbera, utilisé pour un relief arrondi, moins élevé et couvert de buissons qu'on retrouve dans la région dans des noms comme la commune Corbère-les-Cabanes ou le massif des Corbières. Cette hypothèse correspond à la disposition des lieux concernés.
Le nom apparaît pour la première fois, en latin, en 844 dans un texte du futur empereur Charles le Chauve qui mentionne un lieu situé in monte Albario. Le terme se retrouve indifféremment au singulier ou au pluriel au cours du Moyen Âge. Il finit par être fixé au singulier en catalan sous la forme Albera et au pluriel en français. Ainsi, en français, l'expression « les Albères » désigne le massif, alors que L'Albère est le nom d'une commune française située dans ce massif.

## Géographie

### Topographie

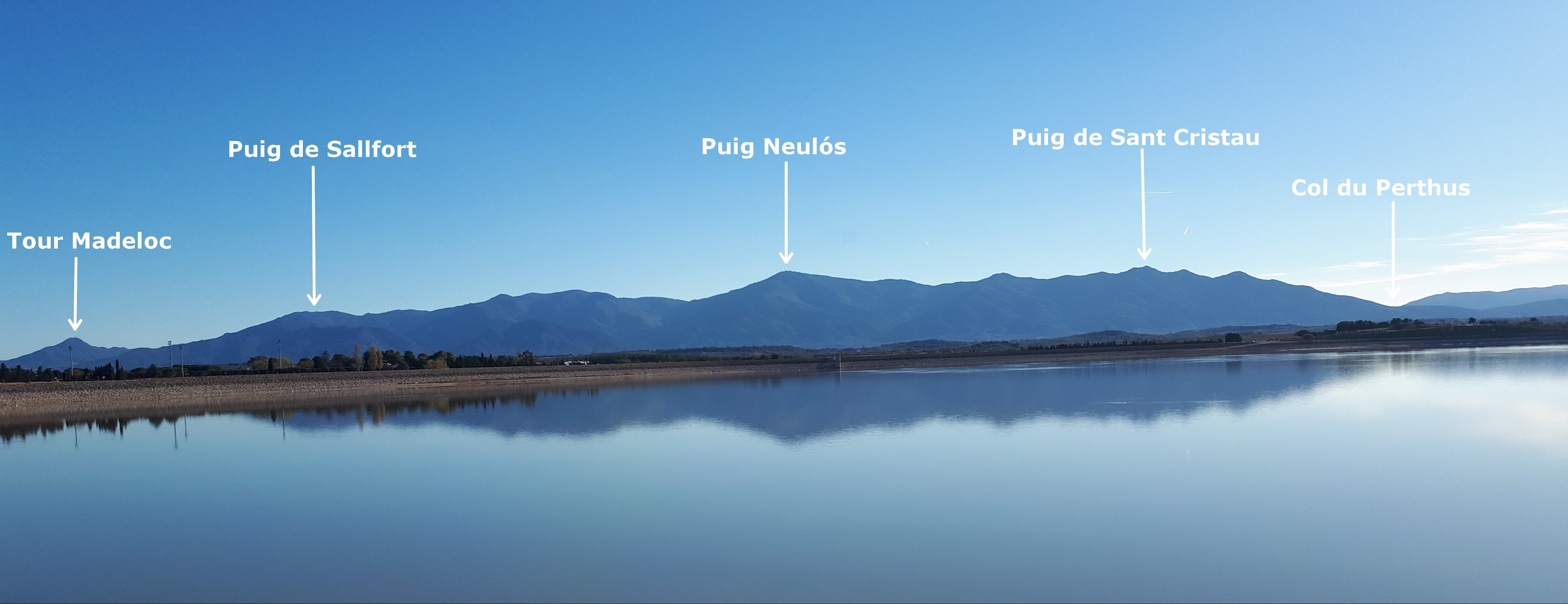
Le massif vu depuis le lac de Villeneuve-de-la-Raho.

Le massif des Albères est délimité à l'ouest par le col du Perthus et la rivière de Rome, qui le séparent du massif des Salines, à l'est par la mer Méditerranée entre Argelès-sur-Mer en France et Portbou et Llançà en Espagne. Les Albères dominent la basse vallée du Tech et la plaine du Roussillon au nord et la plaine de l'Empordà au sud. Les montagnes de la rive droite du Tech, à l'ouest, la délimitation est incertaine et presque impossible à déterminer. Au sud, le massif du cap de Creus, est parfois considéré comme faisant partie des Albères. Il culmine à 1 256 mètres d'altitude au puig Neulós.
L'arête sommitale des Albères permet de délimiter la frontière entre la France et l'Espagne. Ainsi, le massif fait géographiquement partie des Pyrénées. Administrativement, il se trouve dans le département des Pyrénées-Orientales en France, et dans la province de Gérone en Catalogne (Espagne).

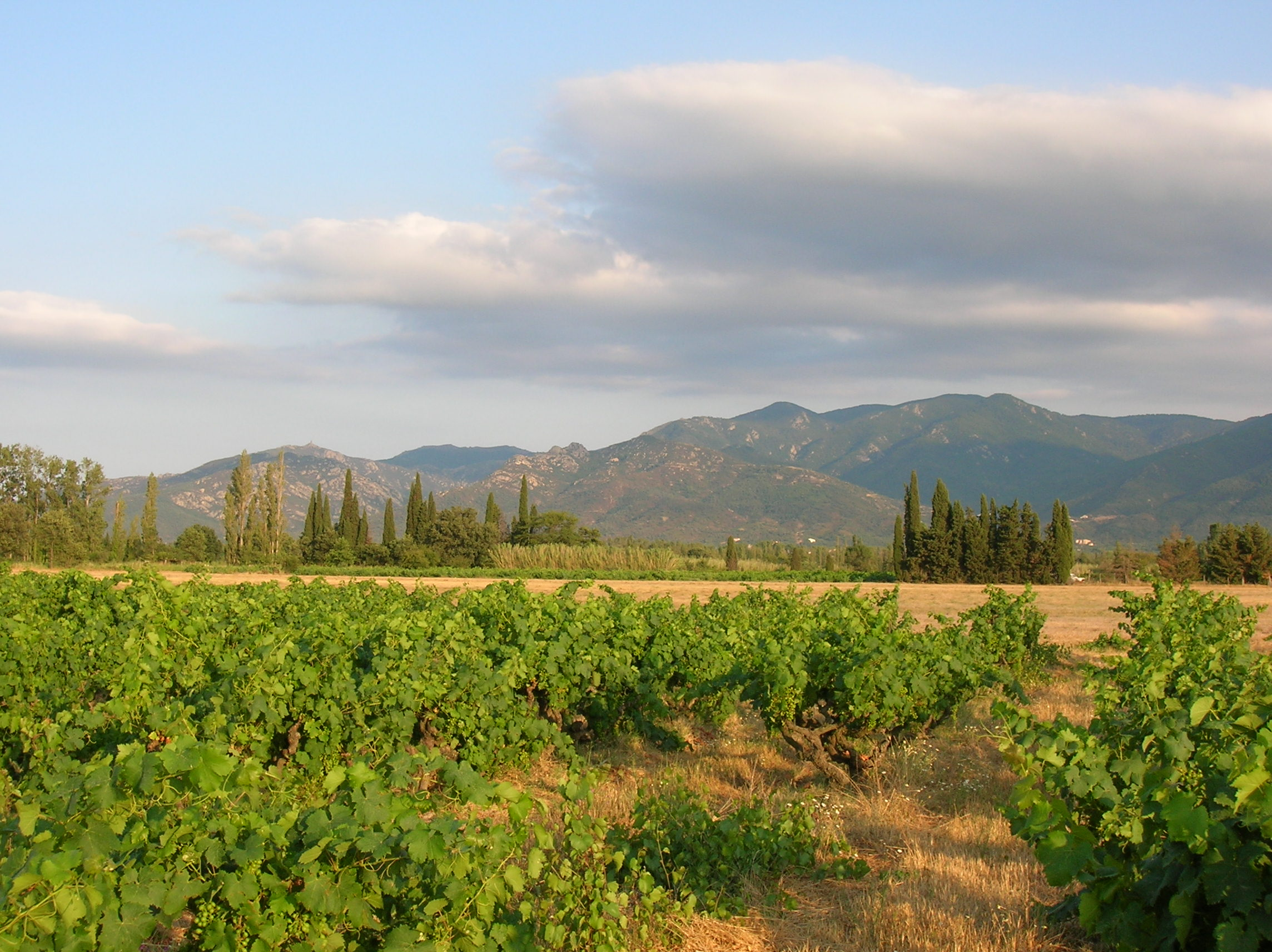
Les Albères vues depuis les vignes à Saint-Génis-des-Fontaines.
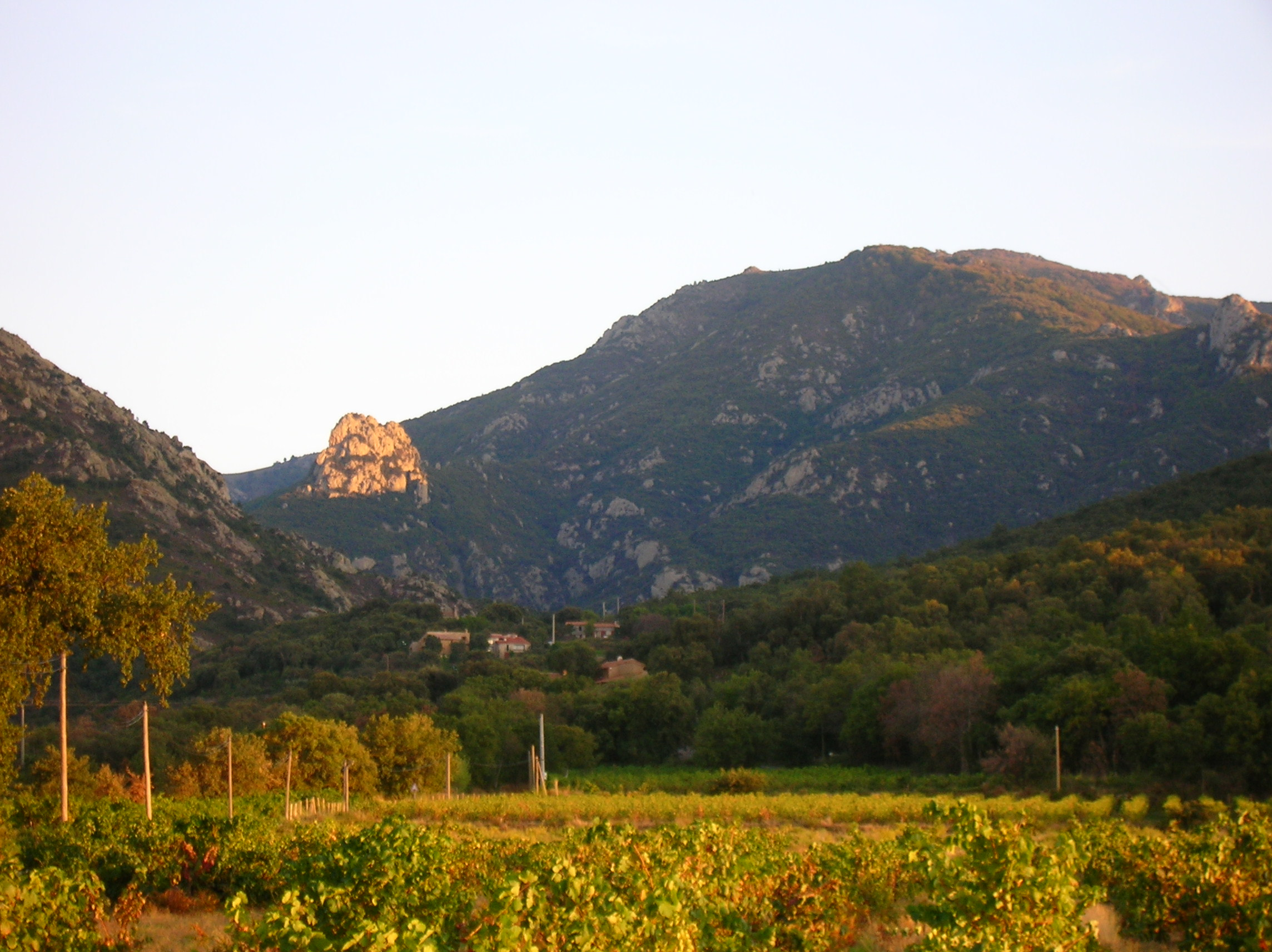
Les Albères à La Pave.
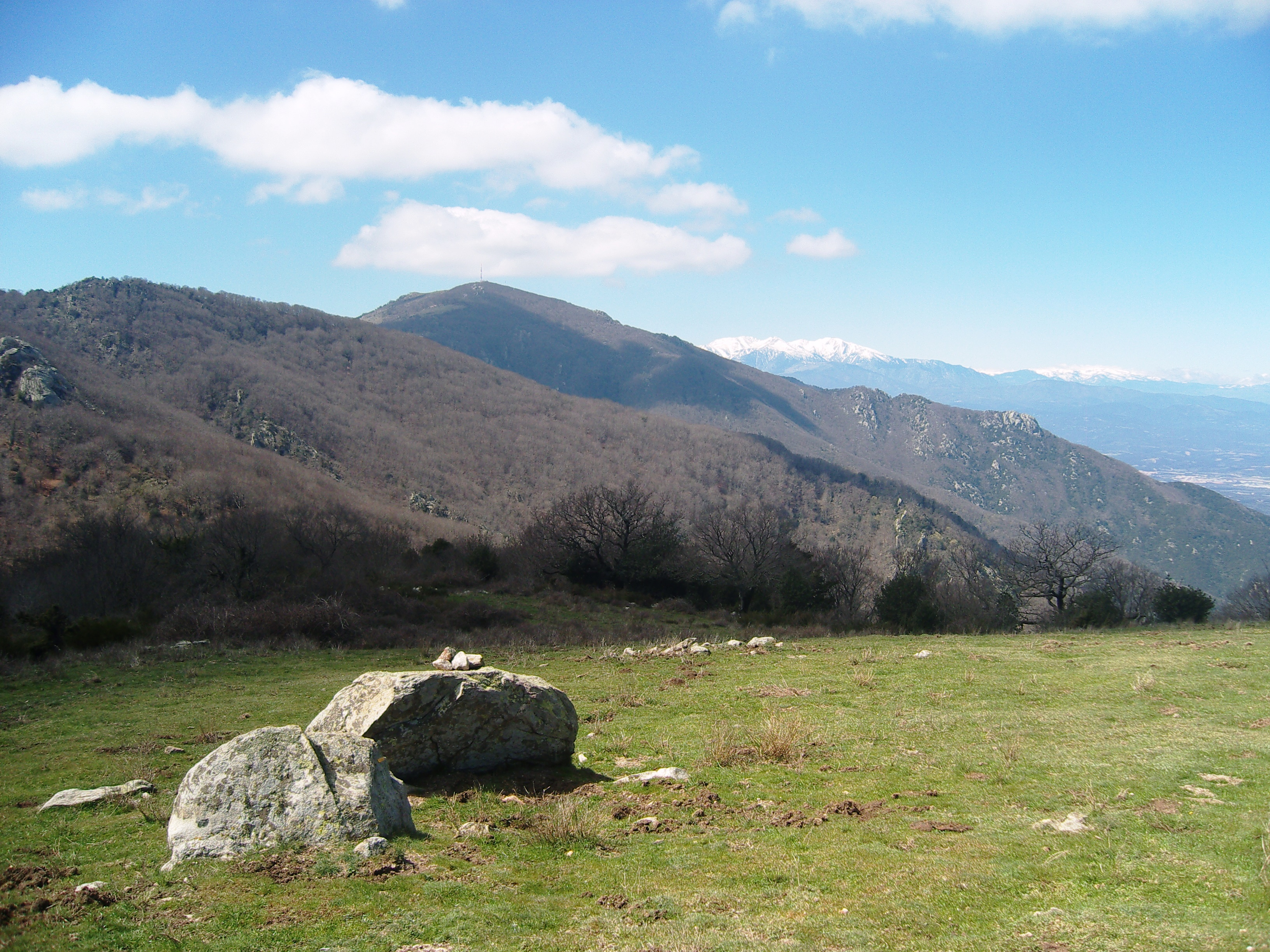
Le puig Neulós, vu depuis le coll de l'Aranyó (899 m). Au loin, sous la neige : le massif du Canigou.
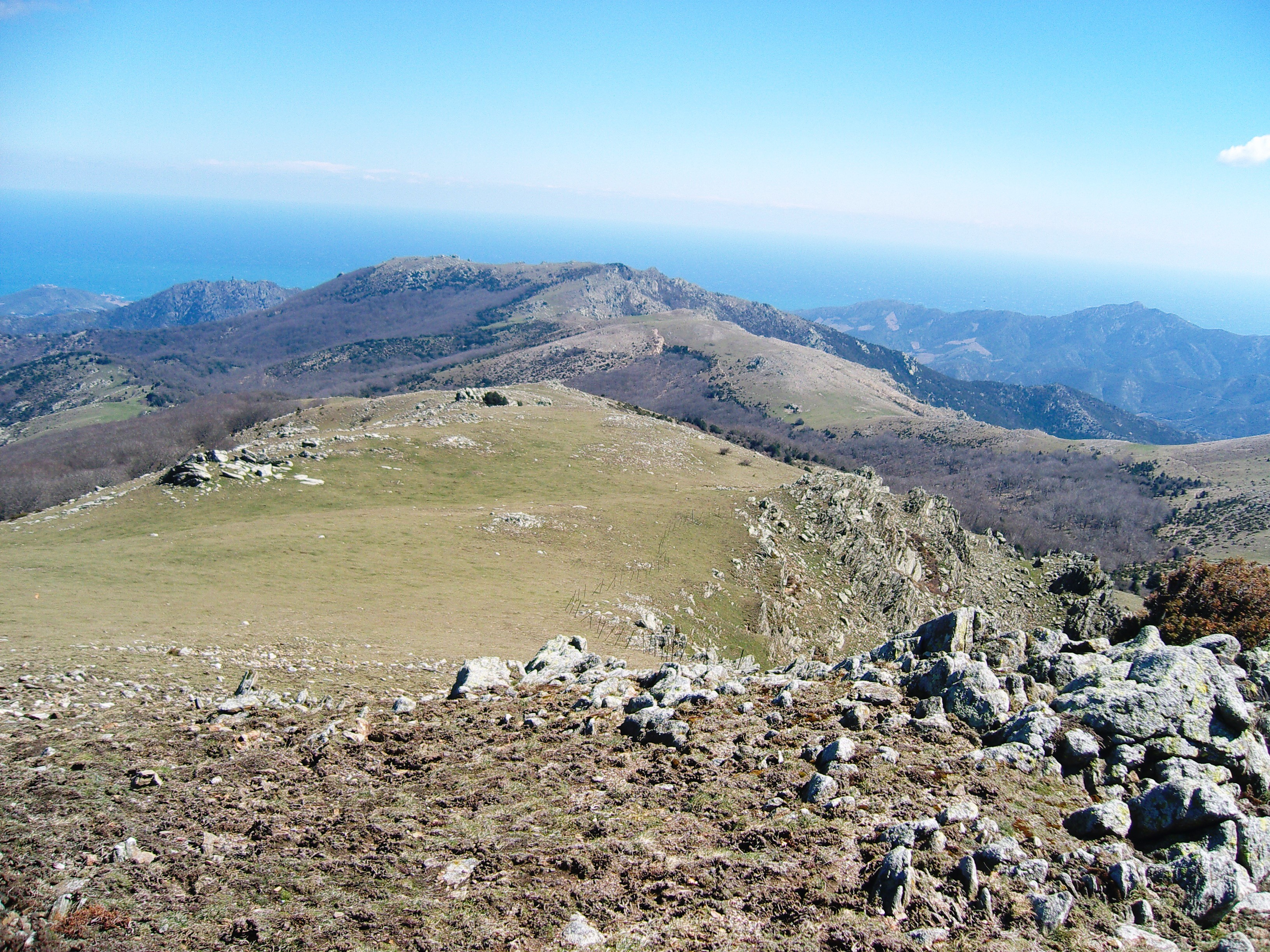
Sur l'arête sommitale des Albères entre le puig dels Quatre Termes et le puig de Sallfort.
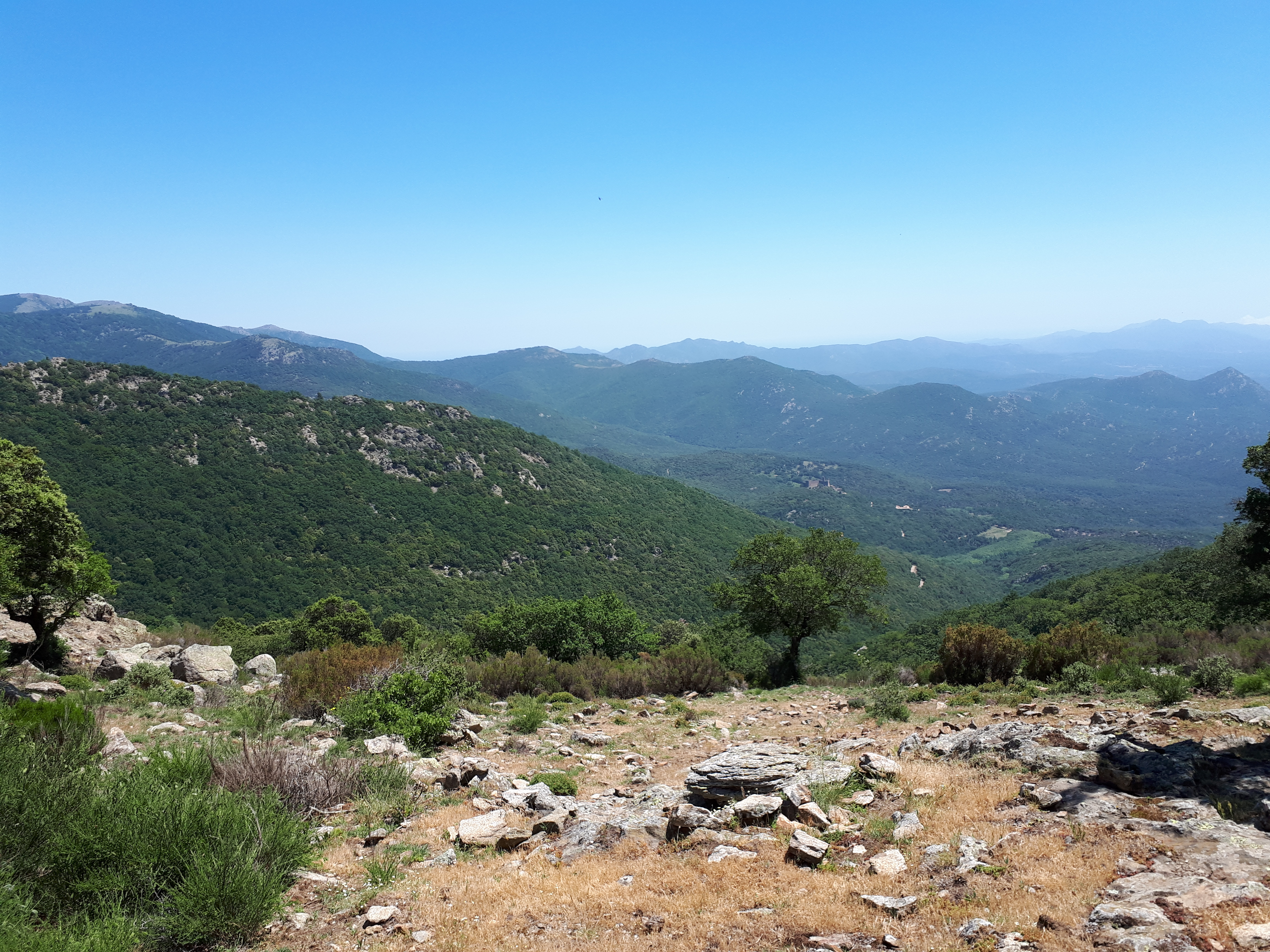
Le massif des Albères, côté sud, province de Gérone en Catalogne (Espagne). En bas, au centre : le château de Requesens.

### Géologie
Le massif des Albères se trouve à l'extrémité orientale de la zone axiale de la chaîne de montagnes des Pyrénées. Cette zone est principalement constituée de formations paléozoïques et plus anciennes (datant d'environ 550 Ma à environ 300 Ma) qui affleurent dans une large ceinture allant de l'ouest vers l'est, des Hautes-Pyrénées au massif du Canigou et à la Côte Vermeille, en passant par l'Andorre.
Dans le massif des Albères, les deux principaux groupes de formations sont les formations métamorphisées d'origine sédimentaire (notamment les schistes), et les formations d'origine plutonique (principalement granites et gneiss).
Sur son versant nord, la faille des Albères (qui s'étend approximativement d'ouest en est depuis les environs du Boulou jusqu'aux environs d'Argelès) marque une limite géologique et topographique nette entre les formations paléozoïques et plus anciennes du massif des Albères et les dépôts néogènes du bassin de Roussillon.
De souche géologique principalement siliceuse, ce massif produit des sols acides ; d'où la présence de maquis et non de garrigues (présentes sur sols calcaires).

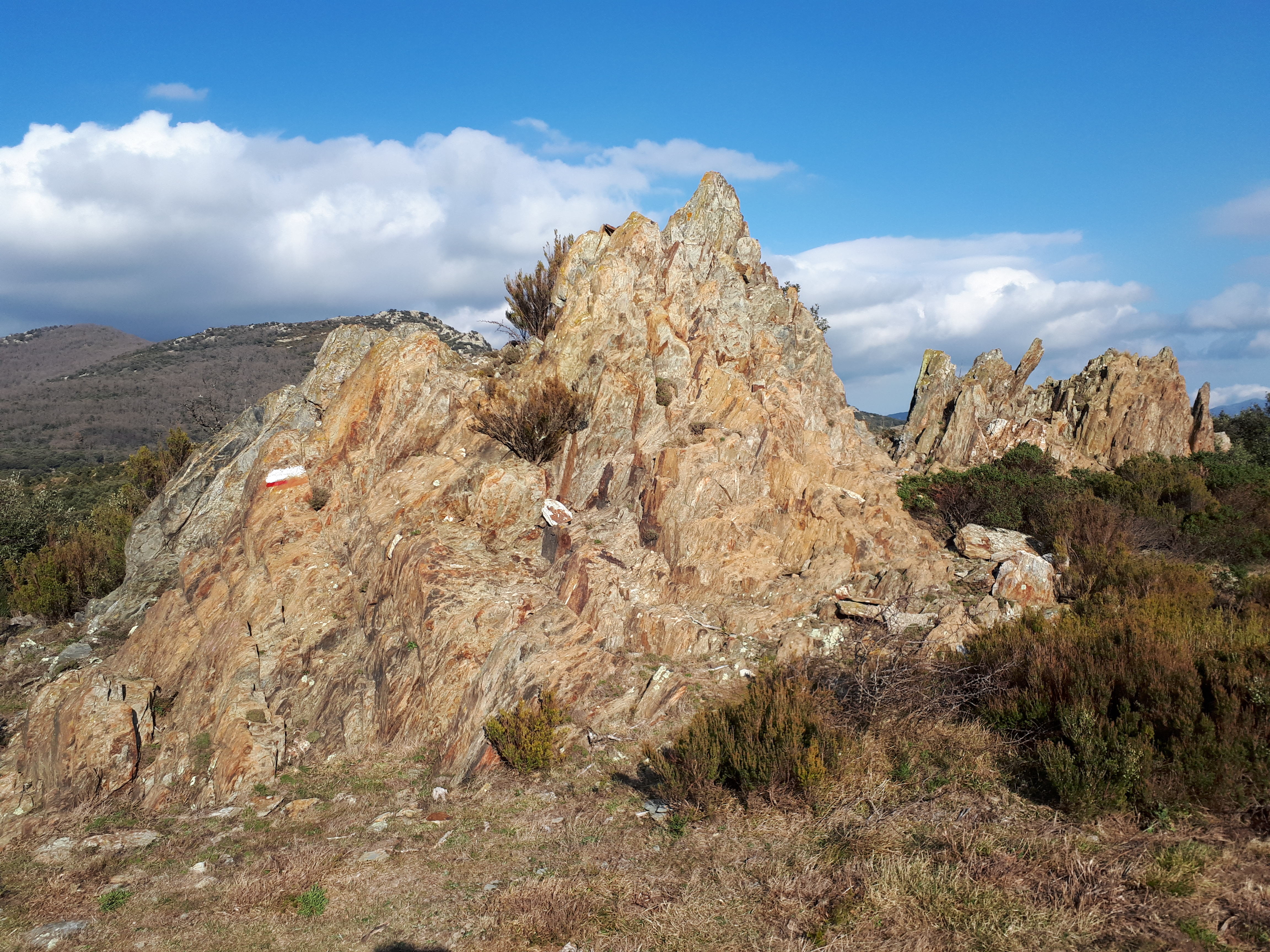
Affleurement schisteux à l'est de La Jonquera.
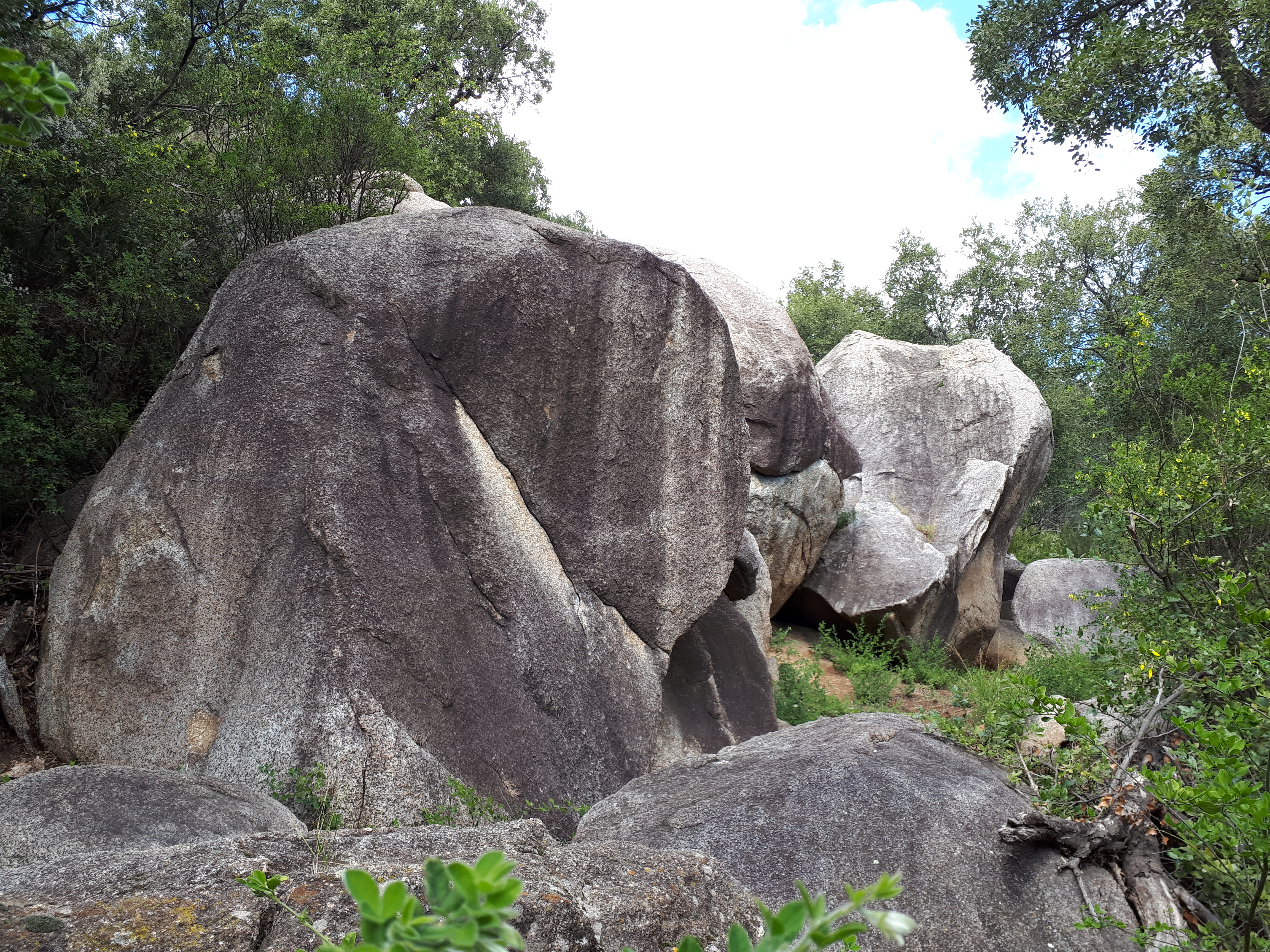
Affleurement granitique à l'est de La Jonquera.
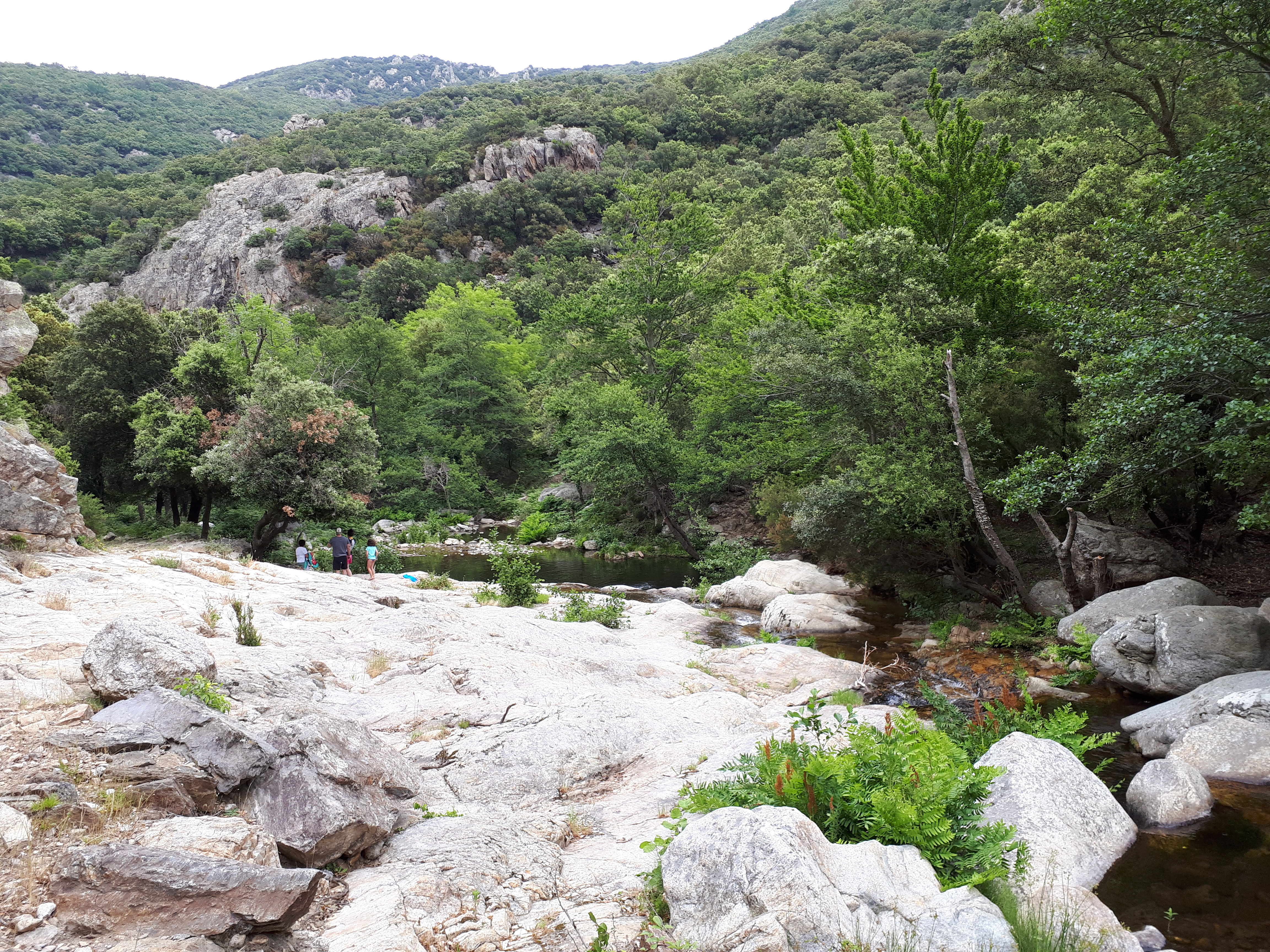
Gneiss dans le lit de la Massane un peu en amont du hameau de La Vall[9].
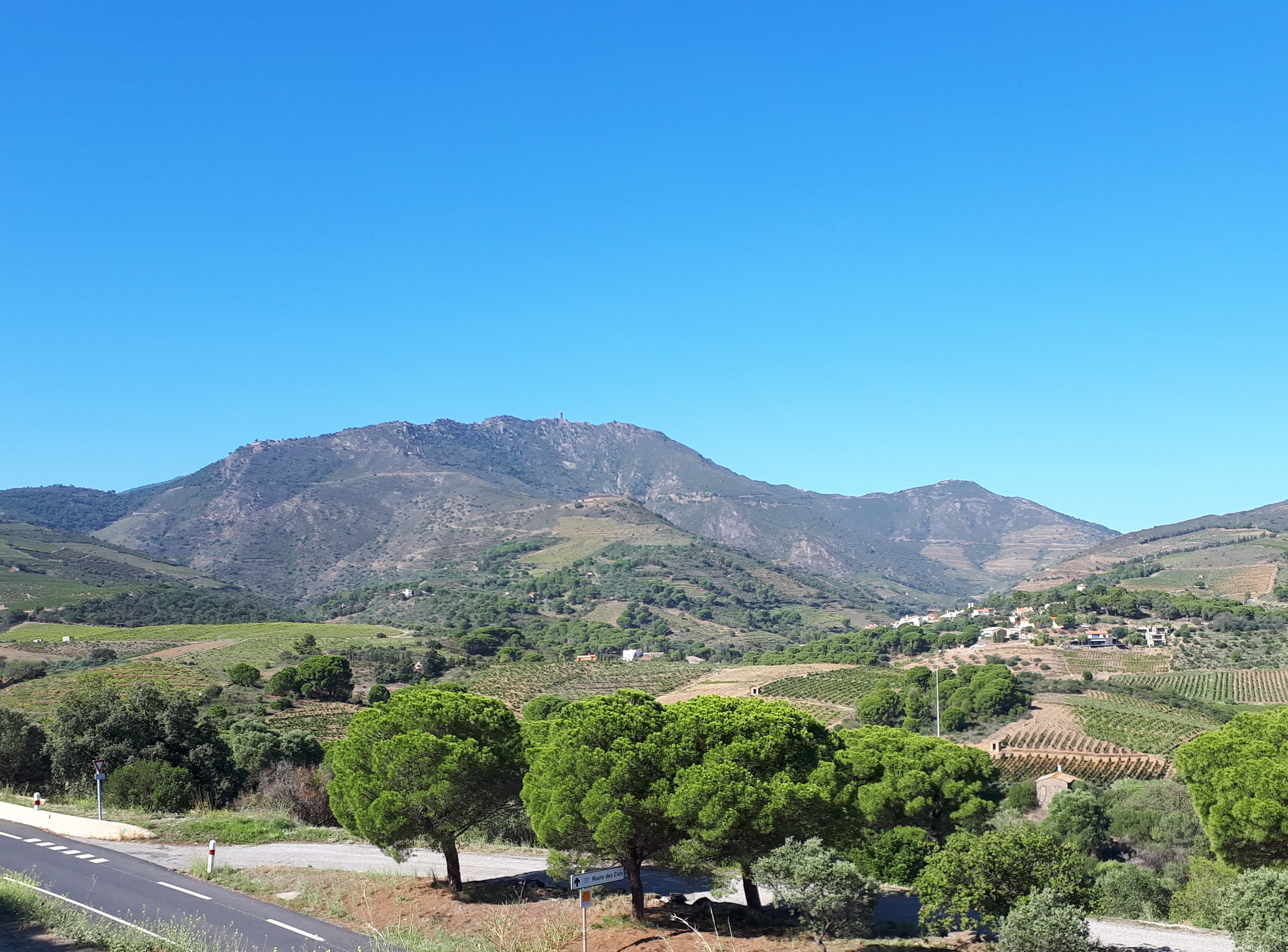
La crête de la tour Madeloc (« grès de la Tour Madeloc [...] d'affinité volcanosédimentaire » - Édiacarien)[10].

### Climat
Le climat méditerranéen se traduit par une végétation dominante de chêne-liège et de maquis. En altitude, la forêt de hêtre s'est maintenue. Des mesures de protection ont été mises en œuvre pour ce massif avec notamment une réserve naturelle pour la forêt de la Massane.

## Histoire

### Antiquité et haut Moyen Âge
Les Albères ont été un point de passage vers la péninsule ibérique depuis l'Antiquité, comme l'attestent les vestiges romains de la Via Domitia et les ruines du col de Panissars.
Un sanctuaire gréco-romain a existé au site de la Fajouse, sur l'actuelle commune d'Argelès-sur-Mer.

### Période féodale
Au Moyen Âge, elles ont été un point-clef dans la défense de la région (notamment du royaume de Majorque aux XIIIe siècle et XIVe siècle), comme l'attestent les tours à signaux de Madeloc et de la Massane, et les restes du château d'Ultrera.
Les Espagnols y furent vaincus par Dugommier les 27 et 30 avril 1794.

## Activités

### Patrimoine culturel et touristique

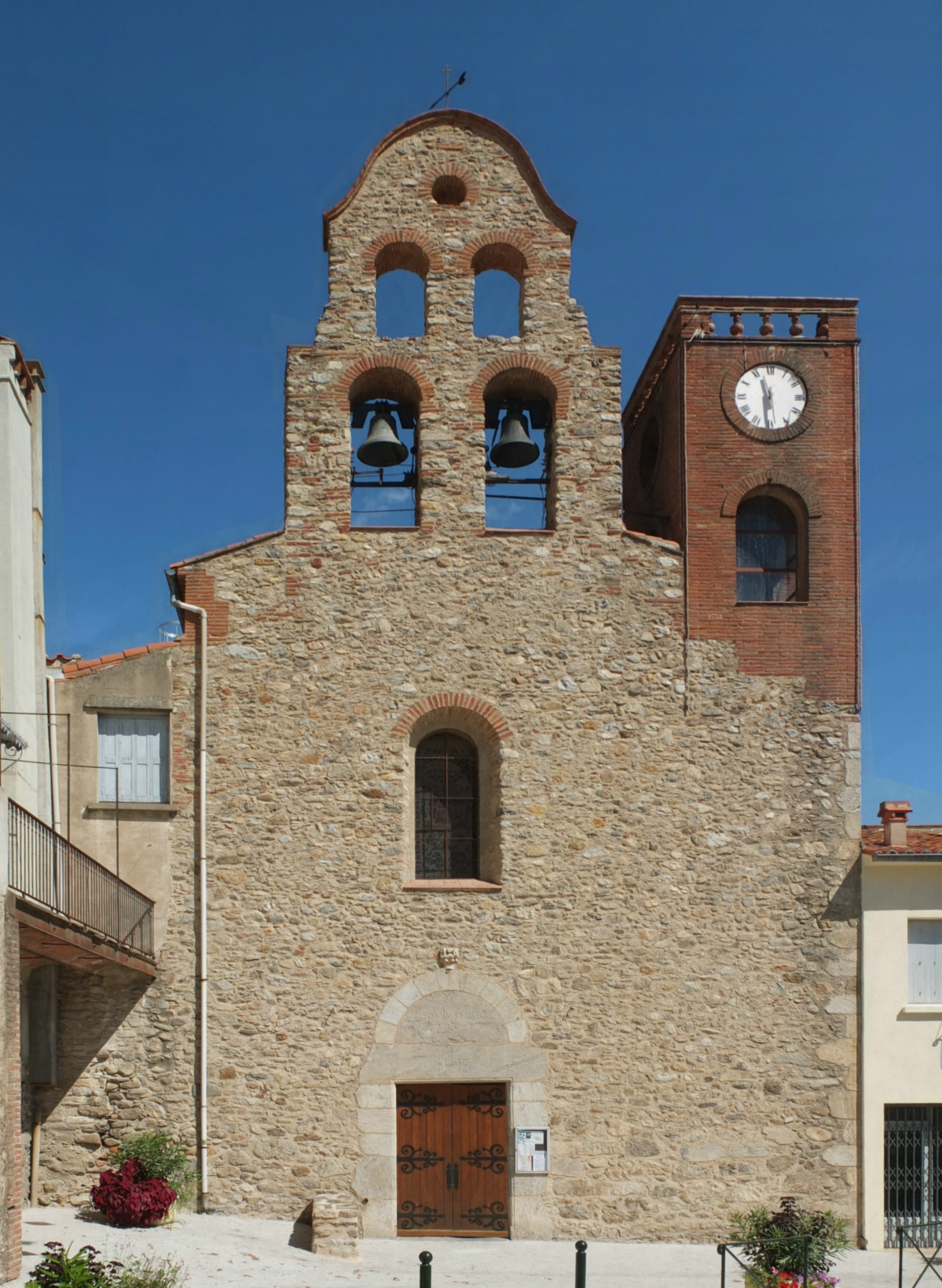
L'église de Sorède.

Les Albères possèdent un patrimoine non dénué d'intérêt. Outre la beauté des paysages, l'Histoire a laissé de nombreuses traces, allant de la Préhistoire à aujourd'hui.
Le col de Panissars et le col du Perthus sont des points de passage millénaires entre la péninsule Ibérique et la France, il y reste de nombreux vestiges datant de l'Antiquité : complexe fortifié des Cluses, tracé de la Via Domitia, vestiges du trophée de Pompée au col de Panissars.
Fortifications médiévales :
- la tour Madeloc et la tour de la Massane (anciennes tours à signaux du XIIIe siècle) offrent toutes deux un remarquable point de vue sur la plaine littorale et la côte ;
- le château d'Ultrera, dont les ruines remontent pour partie à l'Antiquité.

Les monuments religieux :
- le massif abrite plusieurs constructions religieuses remontant pour la plupart à l'époque préromane, ce qui les rend très intéressantes des points de vue archéologique et historique ;
- on peut citer l'ancien ermitage Notre-Dame du Château d'Ultrera (XVIIIe siècle), l'ancienne abbaye cistercienne de Valbonne (propriété privée et non visitable), la chapelle Saint-Martin du hameau de Lavall (La Vall), les chapelles de Laroque, … ;
- et bien sûr, les trois monuments incontournables : les anciennes abbayes de Saint-Génis-des-Fontaines et de Saint-André (Pyrénées-Orientales), ainsi que l'ancien prieuré Sainte-Marie du Vilar de Villelongue-dels-Monts.

Autres sites :
- le tombeau de Maillol, qui se situe à Banyuls-sur-Mer ;
- le jardin méditerranéen du Mas de la Serre à Banyuls-sur-Mer.

### Sites touristiques et sportifs de nature
Décollages de vol libre :
- Puig Naud (ND du Château).

Sites d'escalade :

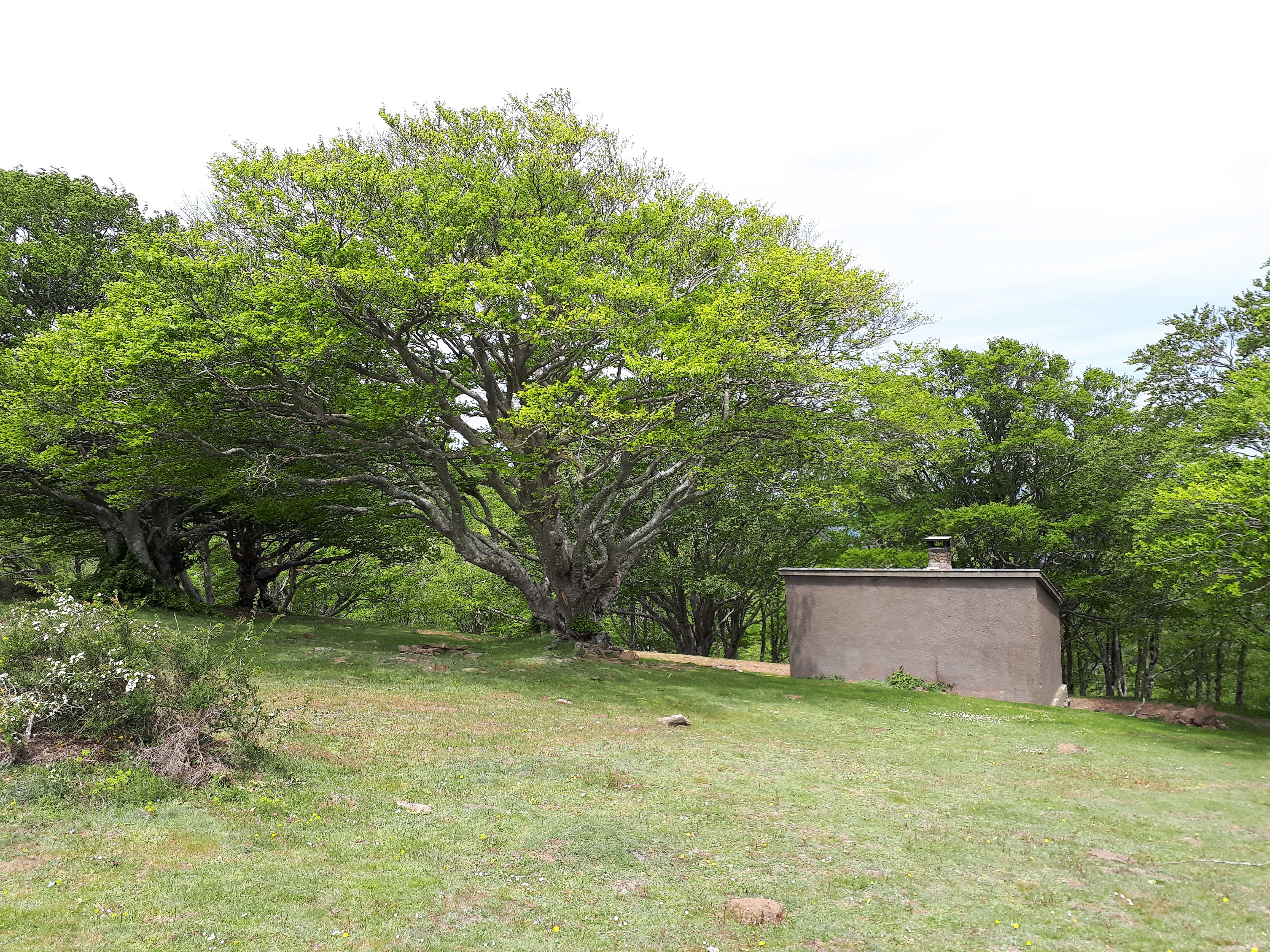
Le refuge Tanyareda sur le sentier GR 10, dans la forêt de hêtres.

- Le Rimbau, proche de Collioure, un site historique de l'escalade dans le département et actuellement principalement équipé de voies faciles[13] ;
- Le rocher de la Massane, ancien site des années 1960 ;
- Notre-Dame du Château, site le plus connu du massif[14] ;
- le roc Fouirous, situé proche du col de l'Ouillat[15] ;

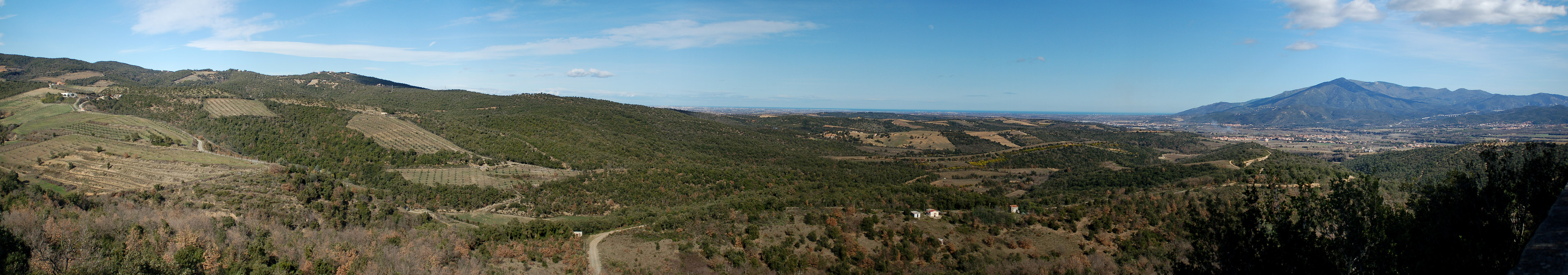
Le massif des Albères (à droite) depuis l'ermitage de Saint-Ferréol, près de Céret.

- le roc du Midi ;
- le puig de Sant Cristau.

Navigation et canoë-kayak :
- la Massane (haute rivière) ;
- zones côtières (mer).